# Échelles longue et courte
 (avril 2022).
Si vous disposez d'ouvrages ou d'articles de référence ou si vous connaissez des sites web de qualité traitant du thème abordé ici, merci de compléter l'article en donnant les références utiles à sa vérifiabilité et en les liant à la section « Notes et références ».
L'échelle longue, ou échelle de Chuquet, et l'échelle courte sont deux systèmes incompatibles de noms des grands nombres, utilisés dans une grande partie du monde actuel. En échelle courte, un billion désigne mille millions (soit 109), tandis qu'en échelle longue, un billion désigne un million de millions (soit 1012).
Dans l'échelle courte, la terminaison est toujours -ion, tandis que l'échelle longue alterne entre -ion et -iard.
Pour éviter la confusion qui résulte de la coexistence des deux échelles, le Système international d'unités (SI) recommande l'utilisation de ses préfixes, qui conservent la même signification quels que soient le pays et la langue. Les échelles longue et courte restent utilisées de facto pour compter les sommes d'argent.

## Description
L'échelle longue et l'échelle courte sont deux systèmes de dénomination des grands nombres. L'échelle longue, apparue au XVe siècle, attribue des noms terminant par -illion aux puissances du million, le suffixe -iard pouvant être utilisé pour désigner de façon plus concise des nombres valant mille fois une puissance du million. L'échelle courte, apparue au XVIIe siècle, attribue les mêmes noms en -illion aux puissances de mille. Les mêmes préfixes bi-, tri-, quadri-, etc. sont utilisés dans les deux systèmes, ce qui peut créer une confusion pour les noms terminant en -ion lorsque l'échelle utilisée n'est pas connue : un billion désigne ainsi 109 en échelle courte, mais 1012 en échelle longue.
Plusieurs alternatives sont utilisées pour contourner les possibles confusions. À l'écrit, la notation scientifique, ingénieur ou décimale permet de lever l'ambiguïté. Il est aussi possible d'utiliser les préfixes du Système international d'unités (giga, téra, péta, etc.) ou des combinaisons de termes ne prêtant pas à confusion (dix, cent, mille, million, milliard et autres termes en -ard).
| Préfixe SI | Puissance de 10 | Notation décimale             | Échelle longue | Échelle courte |
| ---------- | --------------- | ----------------------------- | -------------- | -------------- |
| kilo (k)   | 103             | 1 000                         | mille          | mille          |
| méga (M)   | 106             | 1 000 000                     | million        | million        |
| giga (G)   | 109             | 1 000 000 000                 | milliard       | billion        |
| téra (T)   | 1012            | 1 000 000 000 000             | billion        | trillion       |
| péta (P)   | 1015            | 1 000 000 000 000 000         | billiard       | quadrillion    |
| exa (E)    | 1018            | 1 000 000 000 000 000 000     | trillion       | quintillion    |
| zetta (Z)  | 1021            | 1 000 000 000 000 000 000 000 | trilliard      | sextillion     |

## Historique
Les deux systèmes ont été utilisés en France à différentes époques. Le premier, l’échelle longue, est le système original, tel qu'il a été généralisé par le mathématicien français Chuquet vers la fin du XVe siècle. Il suit alors une conception moderne et logarithmique. Le second, l’échelle courte, est le fruit d'anonymes « savants », français eux aussi, qui — au cours du XVIIe siècle, lorsqu'on commença de grouper les nombres décimaux par trois chiffres au lieu de six auparavant — jugeaient nécessaire de réformer le sens même des noms des grands nombres. Cette idée réformiste, très influente jusqu'au XIXe siècle, en France et en Italie, mais nulle part ailleurs en Europe, fut officiellement désavouée par la France dans la seconde moitié du XXe siècle. Néanmoins, notamment aux États-Unis et au Brésil, cette conception particulière fut adoptée officiellement, jusqu'à nos jours.
Dans la quasi-totalité des pays d'Europe et dans le monde, l'échelle longue n'a jamais été remise en cause. Elle y est utilisée aujourd'hui. L'Union européenne et le Bureau international des poids et mesures (BIPM) la soutiennent.
Pour la plus grande partie des XIXe et XXe siècles, la Grande-Bretagne a utilisé uniformément l'échelle longue, tandis que les États-Unis ont utilisé l'échelle courte. Ainsi, les deux systèmes font souvent (et précisément) référence à un usage respectivement « britannique » et « américain ». Néanmoins, vers la fin du XXe siècle beaucoup de pays anglophones ont universellement adopté l'échelle courte, ainsi les phrases « usage britannique » et « usage américain » sont maintenant trompeuses.
Les termes « échelle longue » et « échelle courte » sont attestés d'abord chez la mathématicienne française Geneviève Guitel dans Histoire comparée des numérations écrites.

### Repères historiques
- XIVe siècle : première apparition connue du mot million dans le poème Pierre le laboureur de William Langland[3]). Dans cette même source il est mentionné la première apparition imprimée dans l'Arithmétique de Trévise encore appelé Art de l'abaque (ou du boulier) en 1478, ainsi que d'autres apparitions en Italie : Borghi 1484, Pelos 1492, Pacioli 1494 et d'autres en France et en Espagne.
- 1475 : Jehan Adam enregistre les mots « bymillion » et « trymillion » (pour 1012 et 1018).
- 1484 : le mathématicien Nicolas Chuquet, dans son article « Triparty en la science de nombres », utilise les mots byllion, tryllion, quadrillion, quyllion, sixlion, septyllion, ottyllion et nonyllion pour faire référence à million puissance 2, million puissance 3, million puissance 4, etc.[4],[5]. Le travail de Chuquet a une faible influence directe parce qu'il n'est pas publié avant les années 1870.
- 1520 : Une grande partie de son œuvre est toutefois copiée (sans référence) par Estienne de La Roche dans son livre daté de 1520, Larismethique nouellement composee par maistre Estienne de La Roche…[6]. Il reprend les termes de Nicolas Chuquet, mais les orthographie billion, trillion, quadrillion, etc.[7].
- 1532 : Dans l'édition de cette année de son livre De asse et partibus ejus quinq[ue], traité des monnaies et des mesures anciennes, Guillaume Budé, après avoir parlé de myriades et de millions, dit : « et ainsi de suite, jusqu'à dix mille fois cent mille. Ceci est dix myriades de myriades, c'est-à-dire un million de millions, que nos étudiants calculateurs appellent d'un seul mot : milliard. »[8]
- 1549 : Dans L'Aritmétique de Jacques Peletier du Mans, Peletier dit que « Les français ont deux mots numéraux significatifs, l'un au septiesme lieu [c'est-à-dire en 7e position depuis la droite], qui est Million, et l'autre au treziesme lieu, qui est Milliart  [sic] »[9]. Comme Guillaume Budé, qu'il cite d'ailleurs plus loin, il donne à ce mot le sens de million de millions. Le mot milliard semble par ailleurs être largement adopté au XVIe siècle en Angleterre, Allemagne et dans le reste de l'Europe.
- 1566 ou 1578 : Dans L'Arithmétique de Jan Trenchant, Trenchant cite le mot milliart (pluriel milliars) avec le sens actuel de mille millions[10].
- 1635 : Dans un livre de commerce publié à Londres, les mots billion, trillion, quatrillion apparaissent avec les sens de l'échelle longue[11].
- Au début du XVIIe siècle : En France et en Italie, une minorité de scientifiques changent le sens de « billion » pour 109.[réf. souhaitée]
- Au début du XVIIIe siècle : Le sens réformé du terme « billion » est apporté aux colonies américaines du Royaume-Uni.[réf. souhaitée]
- 1739 : Dans ses livres Elémens de géométrie, avec un abrégé d'arithmétique et d'algèbre[12] (1739) puis Elémens de Mathematiques[13] (1744), Dominique-François Rivard, parle de milliards, billiards et trilliards, mais avec les sens respectifs de 109, 1012, 1015, ce qui n'est pas encore le sens actuel.
- 1792 : Leonhard Euler, dans son livre L'Arithmétique raisonnée et démontrée : œuvres posthumes, reprend les mêmes mots que Rivard et avec les mêmes significations[14]. Il faut donc bien croire que c'était les sens donnés à ces mots dans cette deuxième moitié du XVIIIe siècle.
- Au début du XIXe siècle : La France est partiellement convertie à l'échelle courte et suivie par les États-Unis, qui commencent à l'enseigner dans les écoles.
- XIXe siècle et début du XXe siècle : La plupart des encyclopédies de langue française retiennent l'échelle courte et taisent l'échelle longue originale ou la disent « désormais obsolète »[réf. souhaitée]. Les dictionnaires de cette époque indiquent que billion (dans le sens de mille millions) est usité comme terme d’arithmétique, tandis que milliard est usité dans le langage de la finance[15].
- 1926 : Dans son Dictionary of Modern English Usage, H. W. Fowler note « Il doit être rappelé que ce mot « billion » n'a pas le même sens dans l'usage américain [qui suit l'usage français de l'époque] que dans l'usage britannique. Pour nous, il signifie la deuxième puissance d'un million, c'est-à-dire un million de millions (1 000 000 000 000) ; pour les Américains, il signifie mille multiplié par lui-même deux fois, ou mille millions (1 000 000 000), ce que nous appelons un milliard. Puisque billion dans notre sens n'est pas utilisé excepté par les astronomes, nous ne nous y conformerons pas. »
- 1948 : La neuvième Conférence générale des poids et mesures propose de revenir à l'échelle longue[16].
- 1961 : Le Journal officiel confirme l'usage officiel en France de l'échelle longue[17].
- 1974 : Le premier ministre britannique Harold Wilson abandonne l'échelle longue pour « billion » (1012)[18], en expliquant devant la Chambre des communes qu'à partir de maintenant « billion » dans les statistiques gouvernementales britanniques a le sens de l'échelle courte 109, en usage aux États-Unis.
- 1994 : Le gouvernement italien confirme officiellement l'usage de l'échelle longue pour le terme « billion »[19].
- Fin du XXe siècle : Sous l'influence américaine, l'usage de l'échelle courte est actuellement devenu courant dans tous les pays anglophones.

## Usage actuel

Utilisation des échelles longue et courte par pays.
autre système
échelle courte
les deux échelles
échelle longue
aucune donnée

### Pays utilisant l'échelle courte
Les pays suivants utilisent l'échelle courte :
- les États-Unis et, depuis quelques décennies, la plupart des pays anglophones — le Canada (en anglais)[20], le Royaume-Uni (depuis 1974), l'Irlande, etc.  — ainsi que Porto Rico (un territoire américain hispanophone) ;
- le Brésil, qui parle portugais (avec quelques spécificités régionales), utilise 109 = bilhão, 1012 = trilhão, etc. ;
- partiellement : La Grèce qui utilise le terme ekatom-myrio (cent myriades) au lieu du terme « million » : 109 = disekatommyrio (« bi-cent-myriade »), 1012 = trisekatommyrio, (« tri-cent-myriade »), etc.

### Système mixte
Plusieurs langues ont conservé un terme apparenté à milliard pour 109, mais utilisent l’échelle courte (trillion, quadrillion, etc.) au-delà : Russie, Ukraine, Bulgarie, Roumanie, Turquie et Grèce.

### Pays utilisant l'échelle longue

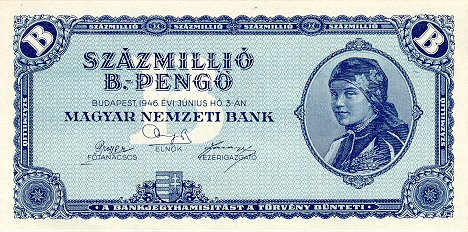
Un billet de banque hongrois de 1946 avec pour valeur nominale 100 millions (százmillió) de billions de pengő (b.-pengő), où billion est à interpréter selon l’échelle longue.

Tous les autres pays utilisant le système de dénombrement dérivé du français utilisent l'échelle longue. Exemples :
Le français, l'hébreu et le norvégien milliard, le catalan, le polonais et le roumain miliard, l'allemand Milliarde, l'italien miliardo, l'espagnol millardo, le tchèque miliarda, le néerlandais et le suédois miljard et le finnois miljardi sont tous égaux à 109.
Le français et le danois billion, l'allemand Billion, le suédois billion ou biljon, l'espagnol billón, le portugais (Portugal) bilião, le slovène bilijon, le néerlandais biljoen et le finnois biljoona sont tous égaux à 1012.
Les Canadiens francophones utilisent l'échelle longue, tandis que le Canada anglophone utilise, comme les États-Unis, l'échelle courte

#### Spécificités italiennes
En italien, le mot bilione peut vouloir dire et 109 et 1012, trilione 1012 et (plus rare) 1018 et ainsi de suite. Il est très difficile de les utiliser. Les formes telles que mille miliardi (mille milliards) pour 1012, un milione di miliardi pour 1015, un miliardo di miliardi pour 1018, mille miliardi di miliardi pour 1021 sont beaucoup plus commodes.

#### Usage français
En France, bien que l'échelle longue soit officielle, l'usage reste hésitant. On trouve ainsi à l'entrée « billion » du Dictionnaire de l'Académie française, dans sa 9e édition, la définition suivante :
« n. m. XVe siècle, byllion, « un million de millions » ; XVIe siècle, au sens de « mille millions ». Altération arbitraire de l'initiale de million, d'après la particule latine bi-, « deux fois ». 
Rare. Mille millions. Syn. vieilli de Milliard. Selon un décret de 1961, le mot Billion a reçu une nouvelle valeur, à savoir un million de millions (1012), qui n'est pas entrée dans l'usage. »
Sur le site web d'un quotidien français en 2000, on peut lire : « Cette fois, l'unité de compte est le billion : le millier de milliards ». L'utilisation du terme « billion » tend cependant à être remplacé dans le langage courant par l'expression « mille milliards », notamment lorsqu'on parle d'euros[réf. souhaitée].

### Usage britannique
Le terme « milliard » semble maintenant obsolète en anglais britannique, où « billion » signifie 109. Le gouvernement britannique et la BBC utilisent l'échelle courte exclusivement[réf. nécessaire].
L'alternative est alors d'utiliser « thousand million » en anglais (« mille millions » en français, bien que « milliard » soit préféré), comme dans l'usage britannique traditionnel de l'échelle longue (de Chuquet).
Néanmoins, la compréhension de l'échelle longue persiste en anglais, essentiellement pour le seul terme  « milliard » (qui n'est ambigu pour personne, contrairement à « billion »), mais pas les multiples suivants en « -illiard » qui restent mal compris.

### Usage australien
Une certaine reconnaissance est donnée en Australie à la variante britannique traditionnelle de l'échelle longue qui utilise « thousand million » (« mille millions ») au lieu de « billion » pour dire 109, et nettement moins souvent mesure le terme « billion » de l'échelle longue pour signifier 1012. Néanmoins, beaucoup de journaux et de publications utilisent aussi l'échelle courte.

### Usage indien
Les Indiens (y compris leurs médias) utilisent le plus souvent leur système traditionnel, où les zéros au-delà de trois sont groupés par deux. Le lakh vaut 105 (noté 1,00,000), le crore vaut 107 (noté 1,00,00,000). Cependant, ils emploient aussi l'échelle courte, du moins dans les documents destinés à une diffusion à l'étranger. Mais des personnes ayant conservé une éducation britannique peuvent encore employer l'échelle longue, ce qui finalement milite pour la conservation de l'échelle indienne, qui n'a pas d'ambiguïtés.

### Union européenne
Dans ses traductions, l'Union européenne utilise le terme « billion » en langue anglaise et le terme « milliard » en langue française pour désigner les mêmes nombres. Eurostat, dans ses données en langue anglaise, utilise également le terme « billion ».

## Approches alternatives
Il existe plusieurs autres méthodes pour identifier les grands nombres, dont certaines construites spécifiquement pour éviter l'ambiguïté entre les 2 échelles :
- Combinaisons sans ambiguïté du mot million, par exemple : 109 = mille millions ; 1012 = un million de millions ; 1015 = mille millions de millions. 
 Cela devient rapidement difficile pour les nombres supérieurs à 1015.
- Combinaisons sans ambiguïté du mot milliard, par exemple : 1012 = mille milliards ; 1015 = un million de milliards ; 1018 = un milliard de milliards ; 1021 = mille milliards de milliards. 
 Cela devient rapidement difficile pour les nombres supérieurs à 1021.
- L'utilisation de l'échelle longue en utilisant seulement les dérivés du milliard pour les nombres au-delà du million, par exemple : 1012 = mille milliards, 1015 = un billiard, 1018 = mille billiards.
- La Chine, le Japon, l'Inde, ainsi que d'autres pays du sud et du sud-est de l'Asie groupent les nombres par puissance de dix mille : 104, 108, etc.
- Les puissances de dix (notation scientifique) sont bien sûr l'approche la plus objective (aucun risque de malentendu), mais tendent à n'être utilisées que dans le contexte scientifique.
- Les préfixes décimaux du système international d'unités : kilo- (1000 = 103), méga- (10002 = 106), giga- (10003 = 109), téra- (10004 = 1012), péta- (10005 = 1015), exa- (10006 = 1018), zetta- (10007 = 1021), yotta- (10008 = 1024), ronna- (10009 = 1027), quetta- (100010 = 1030), conviennent bien pour les unités de mesure et sont en principe universels. Malgré tout, ces préfixes ne sont pas de véritables noms de nombres.
- En informatique cependant, on utilise parfois les préfixes binaires (dont les lexèmes sont dérivés des préfixes décimaux du système international d'unités, en les abrégeant à leur première syllabe, privée de son éventuelle consonne finale redoublée avant de leur ajouter l'infixe -bi-) : kibi (1024 = 210), mébi- (10242 = 220), gibi- (10243 = 230), tébi- (10244 = 240), pébi- (10245 = 250), exbi- (10246 = 260), zébi- (10247 = 270), yobi- (10248 = 280). Ces préfixes binaires (de valeur « proche », mais supérieure aux préfixes décimaux, le plus haut de ces préfixes atteignant une valeur environ 21 % plus élevée que le préfixe décimal proche dont il dérive) sont conçus en principe pour faciliter la mesure des quantités de mémoire de travail ou la taille des fichiers affichée par certains systèmes de fichiers, mais ils sont encore assez peu souvent utilisés (les préfixes décimaux sont souvent utilisés à la place, de façon impropre). Ces préfixes binaires ne sont que très rarement utilisés pour mesurer les débits des supports physiques de réseaux de télécommunication (les débits bruts des supports sont indiqués indépendamment des protocoles utilisés et s'appuient sur les mesures physiques du système international d'unités). Ils ne sont aussi que très rarement utilisés pour exprimer la capacité totale des supports de stockage (les constructeurs affichant en général la « capacité non formatée », également arrondie, laquelle est de toute façon réduite de façon variable selon le système de fichiers utilisé (ce qui donne une « capacité utile » très nettement inférieure une fois celle-ci convertie en unités binaires pour les systèmes de fichiers, ce qui peut entraîner une confusion chez les consommateurs quand le constructeur omet de préciser la capacité exacte).